# Duduca Mamuca
Duduca Mamuca este un roman scris de B. P. Hașdeu în 1863, fiind publicat în ziarul Lumina.
Critica literară o consideră cea mai bună proză a lui Hașdeu. Acțiunea operei se desfășoară în Rusia, însă spiritul general al operei este unul latin.
Romanul are în centru un tânăr rus, student ce se îndrăgostește de o tânără, numită Duduca Mamuca, fiica gazdei sale . El va trebui să se lupte pentru câștigarea afecțiunii acesteia, ca în finalul operei să renunțe la ea și să își ajute rivalul în obținerea mâinii Duducăi, înșelând încrederea sa și folosind o serie de trucuri pentru a o păcăli atât pe ea, cât și pe mama sa, cucoana Ana, renunțare datorată temerii eroului cu privire la ideea căsătoriei. Romanul este scris într-o notă comică, conținând elemente de melancolie, dar și o serie de elemente erotice care vor oferi operei o reputație precară, ca reprezentare a unor moravuri ușoare. Tocmai din această cauză, lui B.P. Hașdeu îi va fi intentat un proces juridic, opera sa fiind considerată imorală, reprezentând experiențele reale ale scriitorului. Opera lui Hașdeu este o dovadă a cunoștințelor sale istorice, Duduca Mamuca fiind creată prin intermediul izvoarelor istorice slave consultate de Hașdeu. ,,Cât despre filologie, el e creatorul ei, în înțelesul savant al cuvântului. Nimeni până la el și după el n-a cunoscut mai bine limbile slave și n-a adus o conștiință mai largă în examinarea faptelor."